# 5 000 mètres féminin aux Jeux olympiques d'été de 2008
Navigation
Athènes 2004 Londres 2012
L'épreuve du 5 000 mètres féminin aux Jeux olympiques d'été de 2008 a eu lieu le 19 pour les séries et le 22 août 2008 pour la finale, dans le Stade national de Pékin.
Les limites de qualification étaient de 15 min 09 s 00 pour la limite A et de 15 min 24 s 00 pour la limite B.
La Turque Elvan Abeylegesse, initialement deuxième de l'épreuve, est disqualifiée pour dopage. L'Éthiopienne Meseret Defar récupère la médaille d'argent et la Kényane Sylvia Kibet la médaille de bronze

## Records
Avant cette compétition, les records dans cette discipline étaient les suivants :
| Record du monde  | 14 min 11 s 15 | Tirunesh Dibaba | Éthiopie | 6 juin 2008       | Oslo   |
| Record olympique | 14 min 40 s 79 | Gabriela Szabo  | Roumanie | 25 septembre 2000 | Sydney |

## Médaillées
| Or              | Argent        | Bronze       |
| Tirunesh Dibaba | Meseret Defar | Sylvia Kibet |

## Résultats

### Finale (22 août)
| Rang | Pays       | Athlète                   | Performance    |
| ---- | ---------- | ------------------------- | -------------- |
| 1    | Éthiopie   | Tirunesh Dibaba           | 15 min 41 s 40 |
| DSQ  | Turquie    | Elvan Abeylegesse         | 15 min 42 s 74 |
| 2    | Éthiopie   | Meseret Defar             | 15 min 44 s 12 |
| 3    | Kenya      | Sylvia Kibet              | 15 min 44 s 96 |
| 4    | Kenya      | Vivian Cheruiyot          | 15 min 46 s 32 |
| 5    | Russie     | Liliya Shobukhova         | 15 min 46 s 62 |
| 6    | Turquie    | Alemitu Bekele            | 15 min 48 s 48 |
| 7    | Éthiopie   | Meselech Melkamu          | 15 min 49 s 03 |
| 8    | États-Unis | Kara Goucher              | 15 min 49 s 39 |
| 9    | États-Unis | Shalane Flanagan          | 15 min 50 s 80 |
| 10   | Kenya      | Priscah Jepleting Cherono | 15 min 51 s 78 |
| 11   | Russie     | Gulnara Samitova-Galkina  | 15 min 56 s 97 |
| 12   | Chine      | Fei Xue                   | 16 min 09 s 84 |
| 13   | États-Unis | Jennifer Rhines           | 16 min 34 s 63 |
| 14   | Canada     | Megan Metcalfe            | 17 min 06 s 82 |

### Séries (19 août)
32 athlètes sont inscrites et courent dans deux séries. Les six premières de chaque série et les trois athlètes avec les meilleurs temps suivants sont qualifiées pour la finale.
| Rang | Pays                 | Athlète                  | Temps               |
| ---- | -------------------- | ------------------------ | ------------------- |
| 1    | Éthiopie             | Tirunesh Dibaba          | 15 min 09 s 89 Q    |
| 2    | Kenya                | Sylvia Kibet             | 15 min 10 s 37 Q    |
| 3    | Turquie              | Alemitu Bekele           | 15 min 10 s 92 Q    |
| 4    | Éthiopie             | Meselech Melkamu         | 15 min 11 s 21 Q    |
| 5    | Russie               | Gulnara Samitova-Galkina | 15 min 11 s 46 Q    |
| 6    | États-Unis           | Jennifer Rhines          | 15 min 15 s 12 Q    |
| 7    | Japon                | Yuriko Kobayashi         | 15 min 15 s 87      |
| 8    | Érythrée             | Simret Sultan            | 15 min 16 s 25 (RN) |
| 9    | Biélorussie          | Volha Krautsova          | 15 min 21 s 85 (SB) |
| 10   | Italie               | Silvia Weissteiner       | 15 min 23 s 45      |
| 11   | Chine                | Yingying Zhang           | 15 min 23 s 81 (SB) |
| 12   | Tanzanie             | Zakia Mrisho Mohamed     | 15 min 24 s 28      |
| 13   | Espagne              | Dolores Checa            | 15 min 31 s 22      |
| 14   | Portugal             | Jessica Augusto          | 16 min 05 s 71      |
| 15   | Malawi               | Lucia Chandamale         | 16 min 44 s 09      |
| 16   | Sao Tomé-et-Principe | Celma Bonfim da Graça    | 17 min 25 s 99 (RN) |

| Rang | Pays            | Athlète                   | Temps                 |
| ---- | --------------- | ------------------------- | --------------------- |
| 1    | Éthiopie        | Meseret Defar             | 14 min 56 s 32 Q      |
| 2    | Kenya           | Vivian Cheruiyot          | 14 min 57 s 27 Q (SB) |
| 3    | Russie          | Liliya Shobukhova         | 14 min 57 s 77 Q      |
| 4    | Kenya           | Priscah Jepleting Cherono | 14 min 58 s 07 Q      |
| 5    | Turquie         | Elvan Abeylegesse         | 14 min 58 s 79 Q (SB) |
| 6    | États-Unis      | Shalane Flanagan          | 14 min 59 s 69 Q (SB) |
| 7    | États-Unis      | Kara Goucher              | 15 min 00 s 98 q      |
| 8    | Canada          | Megan Metcalfe            | 15 min 11 s 23 q (PB) |
| 9    | Chine           | Xue Fei                   | 15 min 13 s 25 q (SB) |
| 10   | Japon           | Kayoko Fukushi            | 15 min 20 s 46        |
| 11   | Maroc           | Mariem Alaoui Selsouli    | 15 min 21 s 47        |
| 12   | Japon           | Yukiko Akaba              | 15 min 38 s 30        |
| 13   | Hongrie         | Krisztina Papp            | 16 min 08 s 86        |
| 14   | Burundi         | Francine Niyonizigiye     | 17 min 08 s 44        |
| 15   | Russie          | Yelena Zadorozhnaya       | DNF                   |
| 16   | Grande-Bretagne | Joanne Pavey              | DNS                   |

## Légende
Records et Performances
- AR : Record continental (area record)
- CR : Record des championnats (championship record)
- MR : Record du meeting (meet record)
- NR : Record national (national record)
- OR : Record olympique (olympic record)
- PR : Record paralympique (paralympic record)
- PB : Record personnel (personal best)
- SB : Meilleure performance personnelle de la saison (season's best)
- WL : Meilleure performance mondiale de l'année (world leader)
- WJR : Record du monde junior (world junior record)
- WR : Record du monde (world record)

Circonstances et Conditions
- DNF : N'a pas terminé (did not finish)
- DNS : N'a pas pris le départ (did not start)
- DQ : Disqualification (disqualification)
- NM : Aucun essai valable enregistré (No Mark)
- Q : Qualifié « directement » au prochain tour (ou à la prochaine compétition), lors d'une compétition majeure, grâce au classement ou à la réalisation des minima (automatic qualifier)
- q : Qualifié au prochain tour (ou à la prochaine compétition), lors d'une compétition majeure, grâce au repêchage ou à la réalisation de l'une des meilleures performances parmi celles des « non qualifiés directement » (grâce au meilleur temps ou à la meilleure distance par exemple) (secondary qualifier)